# Efteling
Efteling és un parc temàtic i d'atraccions dels Països Baixos. Es troba a Kaatsheuvel, al sud dels Països Baixos. En un terreny de 72 hectàrees el parc temàtic es va obrir el 1952 sota el disseny de l'il·lustrador neerlandès Anton Pieck, tot i que des de 1933, s'oferia com a espai envoltat de natura per a passejades i exercici.

Tenint en compte els 4 milions de visitants el 2009 i 2010, és el parc més popular del Benelux. Es tracta alhora d'un dels parcs temàtics més visitats del món, quedant en tercera posició al 2017 per darrere del francès Disneyland Paris i l'alemanys Europa-Park. En aquest any, 5,18 milions de persones van visitar l'Efteling. El 2018, 5,4 milions de persones van visitar el parc.
Les seves principals atraccions són Joris en de Draak (Jordi i el Drac), una muntanya russa de fusta de 2 X 810 metres de llarg i 25 metres d'alt; Python, una muntanya russa construïda en 1981 per l'empresa neerlandesa Vekoma, model Double Loop Corkscrew; Baron 1898, una muntanya russa construïda en 2015 per Bolliger & Mabillard de 30 metres d'alt.
Segons diverses fonts, Walt Disney s'hauria inspirat en aquest parc per dur a terme la construcció del Disneyland California.